# Kinderle
Kinderle (rusko Киндерлинская - »Kinderlinski«, zgodovinsko tudi 30-летия Победы – »30-letnica zmage«) je apnenčasta jama v južnem Uralu v Rusiji, natančneje ob izlivu reke Kinderlija v reko Zilim v okrožju Gafuri avtonomne republike Baškortostan. S preko 9 km raziskane dolžine je tretja največja jama na območju Urala.
Od vhoda na južnem pobočju kraškega masiva se proti severu razteza položno omrežje prehodov in dvoran na štirih ravneh. Dvorane so majhne, a imajo nekatere tudi do 90 m visok strop (jamniški dimniki). Poleg sigastih tvorb so razviti kapniki, kristali sadre in druge kraške oblike. Vhodni del v dolžini preko 100 m je trajno zamrznjen, tu temperatura tudi poleti ne preseže ledišča, pozimi pa se lahko spusti do -20 ºC. V notranjosti je stalna temperatura okrog 6 ºC.
Vhod so lokalni lovci nekoč uporabljali za shranjevanje mesa. Strokovne raziskave so se začele, ko je neki lovec leta 1974 jamo pokazal speleologu A.S. Andrejevu iz Sterlitamaka. Takrat so jo poimenovali po 30. obletnici zmage nad silami osi v drugi svetovni vojni. V njej so raziskovalci našli številna okostja živali, v njej pa še vedno gnezdijo kolonije po več sto netopirjev.
V novejšem času jamo ogrožajo turisti, ki pišejo grafite po stenah, odnašajo material in v njej puščajo smeti. Vhod je zdaj zamrežen in jama uradno zaprta za obiskovalce.